# 六番町 (千代田区)
六番町（ろくばんちょう）は、東京都千代田区の町名。住居表示は未実施。「丁目」の設定のない単独町名である。「番町」地区の一つ。

## 地理
東京都千代田区の西部に位置する。北部は二七通りに接し、これを境に千代田区五番町に接する。東部は日本テレビ通りに接し、千代田区四番町に接する。南東部は千代田区二番町に接する。南西部は千代田区麹町に接している。西部はJR中央線の線路などに接し、これらを境に新宿区四谷本塩町に接する。町域内は高級マンション・住宅や学校が主体的になっている。ほかに商業地として通り沿いなどにオフィスビルも見られ、ソニー・ミュージックエンタテインメント（SME）の本社が所在している。

### 地価
住宅地の地価は、2025年（令和7年）1月1日の公示地価によれば、六番町6番1外の地点で483万円/m2となっている。

## 歴史
現在の六番町は、旧「下六番町」の全域を、1938年8月1日に町名変更したもの。ちなみに「中六番町」は現在の四番町、「上六番町」は現在の三番町の西半分に当たる。四谷見附近くには犬山城主成瀬家の屋敷があった。同家は尾張徳川家の附家老でもあったため、成瀬家中の士分は、一般の直参旗本と違って明治維新による徳川宗家の静岡移住に連座せず当地に存続した。そのため江戸時代の武家の気風が残り、番町の中でも最も住民意識が高い地域を形成している。特に六番町の南半分（奇数番地）の住民は、バブル時代の地上げ攻勢に対抗するため、1994年に「街づくり憲章」を設定し、高層ビルの新築を抑制し、都心住宅街の風致を守る決意を表明している。

## 世帯数と人口
2025年（令和7年）3月1日現在（千代田区発表）の世帯数と人口は以下の通りである。
- 世帯数 : 711世帯
- 人口 : 1,714人

### 人口の変遷
国勢調査による人口の推移。
| 年                 | 人口  |
| ------------------ | ----- |
| 1995年（平成7年）  | 809   |
| 2000年（平成12年） | 959   |
| 2005年（平成17年） | 1,144 |
| 2010年（平成22年） | 1,356 |
| 2015年（平成27年） | 1,476 |
| 2020年（令和2年）  | 1,701 |

### 世帯数の変遷
国勢調査による世帯数の推移。
| 年                 | 世帯数 |
| ------------------ | ------ |
| 1995年（平成7年）  | 306    |
| 2000年（平成12年） | 403    |
| 2005年（平成17年） | 500    |
| 2010年（平成22年） | 592    |
| 2015年（平成27年） | 634    |
| 2020年（令和2年）  | 670    |

## 学区
区立小・中学校に通う場合、学区は以下の通りとなる。なお、千代田区の中学校では学校選択制度を導入しており、区内全域から選択することが可能。
- 区域 : 全域
  - 小学校 : 千代田区立番町小学校
  - 中学校 : 千代田区立麹町中学校 または 千代田区立神田一橋中学校

## 交通
町域東側を南北に日本テレビ通りが、町域中央を東西に番町学園通りが通っている。町内に鉄道駅はないが、北部方面では市ケ谷駅が、南部方面では麹町駅が、西部方面では四ツ谷駅がそれぞれ利用可能である。

## 事業所
2021年（令和3年）現在の経済センサス調査による事業所数と従業員数は以下の通りである。
- 事業所数 : 296事業所
- 従業員数 : 4,723人

### 事業者数の変遷
経済センサスによる事業所数の推移。
| 年                 | 事業者数 |
| ------------------ | -------- |
| 2016年（平成28年） | 245      |
| 2021年（令和3年）  | 296      |

### 従業員数の変遷
経済センサスによる従業員数の推移。
| 年                 | 従業員数 |
| ------------------ | -------- |
| 2016年（平成28年） | 4,448    |
| 2021年（令和3年）  | 4,723    |

## 施設
- 全日本自治団体労働組合本部
- ソニー・ミュージックエンタテインメント本社 - SME六番町ビル（アニプレックスなど）
- 河合塾麹町校
- 住友大阪セメント本社
- 日本アジアグループ本社
- 財団法人主婦会館・プラザエフ（主婦連合会）
- スペイン国営セルバンテス文化センター
- 番町スタジオ

## 教育機関
- 学校法人雙葉学園（雙葉中学校・高等学校、雙葉小学校、雙葉小学校附属幼稚園）
- 千代田区立番町小学校

## その他

### 日本郵便
- 郵便番号 : 102-0085[4]（集配局 : 麹町郵便局[18]）。